# Leptoteleia aculata
Leptoteleia aculata är en stekelart som beskrevs av Mikhail Vasilievich Kozlov och Lê 2000. Leptoteleia aculata ingår i släktet Leptoteleia och familjen Scelionidae. Inga underarter finns listade i Catalogue of Life.